# Cour d'appel (Angleterre-et-Galles)

Schéma des tribunaux en Angleterre-et-Galles.

La Cour d'appel (Court of Appeal en anglais et Llys Apêl en gallois), appelée « Cour d’appel de Sa Majesté en Angleterre-et-Galles » (His Majesty’s Court of Appeal in England and Wales en anglais) ou « Cour d’appel de Sa Majesté en Galles-et-Angleterre » (Llys Apêl Ei Fawrhydi yng Nghymru a Lloegr en gallois) est la plus haute cour de justice dans la juridiction d’Angleterre-et-Galles après la Cour suprême. Elle est fondée en 1875 pour simplifier le système d'appel constitué auparavant de 12 cours différentes.
Trente-sept juges d'appel constituent son effectif. Le Lord Chief Justice of England and Wales préside la cour d'appel criminelle, tandis que le Master of the Rolls préside la cour d'appel civile.